# Hyperandrogénie
 Mise en garde médicale
L'hyperandrogénie désigne un taux d'androgènes nettement supérieur au taux habituellement retrouvé chez les personnes du même sexe et du même âge. Les symptômes peuvent comprendre l'acné, la séborrhée (augmentation de la sécrétion de sébum par la peau), la perte de cheveux, l'augmentation de la pilosité sur le corps ou le visage, une réduction de la fréquence voire une disparition des règles. Elle peut également entrainer une hypercholestérolémie.
Les conséquences de l'hyperandrogénie ne sont pas forcément problématiques si la patiente ne s'en plaint pas. Toutefois, cette variation hormonale peut dans certains cas être le signe révélateur d'un problème de santé nécessitant un traitement.

## Signes et symptômes

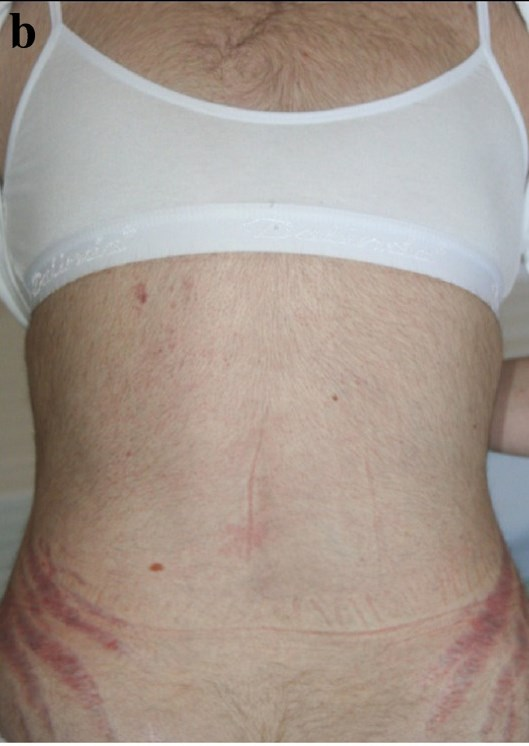
Hirsutisme et vergetures pourpres chez une patiente présentant une hyperandrogénie associée à un syndrome de Cushing

Les signes possibles sont les suivants :
- Augmentation de la sécrétion de sébum par la peau (séborrhée) voire acné ;
- Augmentation de la pilosité dans les zones habituellement glabres dans le sexe féminin, ce qui est désigné sous le terme d'« hirsutisme » lorsque ce phénomène survient chez une femme[3] ;
- Perte de cheveux voire calvitie (alopécie androgénétique) ;
- Augmentation de la taille du clitoris (hypertrophie clitoridienne)[4] ;
- Règles peu fréquentes (spanioménorrhée) ou absentes (aménorrhée)[5] ;
- Redistribution des graisses des cuisses et des seins vers l'abdomen (type androïde)[4], ce qui peut aggraver un syndrome métabolique[6] ;
- Hypercholestérolémie.

## Causes
L'hyperandrogénie peut notamment être causée par :
- le syndrome des ovaires polykystiques (SOPK), aussi appelé syndrome de Stein-Leventhal, qui toucherait entre 5 à 10 % des femmes[7] ;
- l'hyperplasie congénitale des surrénales et en particulier la forme non classique d'un déficit en 21 hydroxylase ;
- une tumeur (surrénalienne ou ovarienne notamment) qui sécrète de la testostérone ;
- la prise de médicaments androgènes à des fins thérapeutiques ou de dopage.

## Examens complémentaires
L'hyperandrogénie peut être confirmée par le dosage sanguin des androgènes : testostérone totale, et/ou testostérone libre notamment.
Un bilan échographique et hormonal complémentaire permet de rechercher la cause. En cas de SOPK, l'échographie peut mettre en évidence de nombreux petits kystes dans les ovaires. Le dosage de la 17-hydroxyprogestérone reste toutefois indispensable pour faire le diagnostic différentiel avec une hyperplasie congénitale des surrénales avec bloc en 21-hydroxylase.

## Traitement
La prise en charge d'une hyperandrogénie repose, quand cela est possible, sur le traitement de la cause comme par exemple le retrait d'un kyste ou d'une tumeur sécrétante.
Des médicaments œstroprogestatifs sont parfois utilisés pour contrecarrer les effets des hormones androgènes. Des anti-androgènes comme la cyprotérone peuvent également être proposés. Toutefois, la prise de cyprotérone augmente le risque de développer des méningiomes, ce qui a conduit l'Agence nationale de sécurité du médicament (ANSM) à restreindre son utilisation. Des traitements dermatologiques peut également être employés dans certains cas.

## Athlétisme
La Fédération internationale d'athlétisme veut imposer des règles d’éligibilité aux compétitions féminines basées sur l'idée que le taux de testostérone et les performances sont directement corrélés, et que l’hyperandrogénie de certaines athlètes les ferait profiter d’avantages inéquitables,,.